# Bourg-de-Péage Drôme Handball
Actualités
Dernière mise à jour : 5 décembre 2022.
Le Bourg-de-Péage Drôme Handball est un club de handball fondé en 1965 et basé dans la ville de Bourg-de-Péage, dans la Drôme. L'équipe féminine du club évolue depuis la saison 2017-2018 en Division 1, soit le plus haut niveau français. En proie à d’énormes problèmes financiers, la partie SAS du club est contrainte de déposer le bilan en décembre 2022.

## Histoire
En 1965, une section de handball est créée au sein de l'Amicale laïque de Bourg-de-Péage. En 1984, le club intègre l' UGAP (Union Gymnique Athlétique Péageoise). Lors de la saison 1988-1989, l'UGAP Handball rejoint le Gymnase Champagnat et évolue alors en départemental et en régional garçons et filles. 1994 marque l'arrivée de l'équipe féminine du Cercle athlétique de Valence. Entre 1997 et 2000, le club évolue en division 2.
En 2006, l'UGAP Handball devient le Drôme Handball Bourg-de-Péage. Promu de Nationale 1 en lors de la saison 2014-2015, le club enregistre l'arrivée sur la banc en tant qu'entraîneur de Camille Comte. Le DHBBDP se classe à la neuvième place du classement de division 2, ex æquo avec Mérignac Handball, dixième, et Cergy-Pontoise, onzième, et se maintient à la faveur d'un goal-average favorable. Un an plus tard, Bourg-de-Péage termine troisième du championnat, derrière le Brest Bretagne Handball et le Chambray Touraine Handball.
En 2016, le Drôme Handball Bourg-de-Péage devient le Bourg-de-Péage Drôme Handball. Lors de la saison 2016-2017, le BPDH bénéficie du statut de voie d'accession au professionnalisme (VAP), décerné par la commission nationale de contrôle de gestion (CNCG) de la Fédération française de handball. Le club termine à la première place du classement avec quinze victoires en vingt-deux rencontres et devient champion de France de deuxième division, accédant ainsi pour la première fois de son histoire à la LFH, le plus haut niveau français. Le 28 août 2017, à l'occasion du All-Star de LFH, cérémonie décernant les distinctions individuelles pour la saison écoulée, Camille Comte et Marija Janjić sont respectivement élus meilleur entraîneur et meilleure joueuse de seconde division 2016-2017.
La saison 2017-2018 est la première du club en LFH (D1). En juillet 2019, le club crée une SAS. Au cours des saisons suivantes, les ambitions du club sont illustrées par le recrutement de joueuses internationales telles que les Brésiliennes Deonise Cavaleiro et Alexandra do Nascimento (meilleure handballeuse mondiale en 2013), la Néerlandaise Kristy Zimmerman, l'Espagnole Marta Mangué ou encore les Françaises Maud-Éva Copy, Claudine Mendy et Manon Houette.
Lors de la saison 2021-2022, le club réalise un excellent début de Championnat, pointant à la deuxième place en février. Mais, en octobre 2021, la maire de Bourg-de-Péage, Nathalie Nieson, a fait un signalement auprès du procureur de la République de Valence après avoir constaté que plusieurs dizaines de milliers d'euros auraient été détournés dans les caisses du club par une ou plusieurs personnes depuis un peu plus d'un an. Puis, en février 2022, le club est sanctionné une première fois de 9 points au classement et d'une pénalité de 1 200 € par la commission de contrôle et de gestion pour non respect de l'envoi de documents financiers dans les délais impartis. Au bord du dépôt de bilan, le club est sauvé sur le fil alors que la fin avait été annoncée aux joueuses la veille pour cause de déficit financier de la SAS qui gère l'équipe professionnelle. Néanmoins, les difficultés continuent puisque le club est sanctionné de 9 points supplémentaires au classement et se retrouve avant-dernier du Championnat. Pourtant, sportivement, le club tient la route puisqu'il termine la saison à la 9e place sur 14 avec un bilan de 17 victoires, 1 nul et 8 défaites, ce qui aurait permis au club de terminer cinquième et ainsi de se qualifier en coupe d'Europe.
Cette nouvelle équipe dirigeante commence la saison 2022/2023 avec un seul objectif, le maintien, qui passe alors par le départ des gros salaires du club (Manon Houette, Marta Mangué, Alexandra do Nascimento, Sofia Deen (da), Kristy Zimmerman) ou la vente de l'espoir Léna Grandveau pour se prioriser sur les jeunes joueuses formées au club. Mais la dette réelle s'avère finalement être bien plus élevée (1,3 million €) que ce qui avait été estimé lors de la reprise en mars et le président est contraint de prononcer la liquidation judiciaire de la SAS début décembre 2022,. Quelques jours auparavant, le 23 novembre, le président du club Jean Pamart avait annoncé le limogeage de Camille Comte. Il était prévu que Slavisa Rističeviċ le remplace au poste d'entraîneur principal en décembre 2022 après une période de transition avec l'entraîneur adjoint du club, Geoffroy Terver. Slavisa Rističeviċ devait devenir l'adjoint de Christophe Chagnard à Bourg-de-Péage la saison suivante. Camille Comte avait finalement continué d'officier comme entraîneur principal, jusqu'au dépôt de bilan du club, faute d'accord sur le montant des indemnités de licenciement.

## La salle: le complexe Vercors
Depuis 2014, le club évolue dans le complexe Vercors, une salle dotée d'une capacité de 1 200 places assises. Champion de France de Division 2 2016-2017, le Bourg-de-Péage Drôme Handball obtient le titre honorifique de meilleur public de division 2, décerné par la ligue féminine de handball (LFH).

## Palmarès
- Championnat de France de Division 2
  - Champion : 2017

## Personnalités liées au club

### Présidents successifs
La liste des présidents successifs est
- Depuis mai 2022 : Jean Pamart (SAS) - Carvalho Cathy (Association)
- 09/2021–??/2022 : Félix Chambost (SAS) - Carvalho Cathy (Association)
- 2019–2021 : Félix Chambost (SAS) - Hubert Garand (Association)
- 2014–2019 : Daniel Seneclose
- 2011–2014 : Alexandre Roldan
- 2009–2011 : José Viera
- 2007–2009 : José Viera& Émeline Thievent
- 2006–2007 : M. Dosen
- 2004–2005 : Camille Reynaud
- 2000–2004 : Alexandre Roldan
- 1997–2000 : Michel Guichard & Jean-Marc Reboulet
- 1990–1997 : Michel Guichard
- 1980–1990 : Patrice Guillot
- 1975–1980 : M. Cornevin
- 1965–1975 : François Egea

### Entraîneurs successifs
- Camille Comte : de 2014 au 21 novembre 2022[12]; redevient entraîneur principal jusqu'au dépôt de bilan du club (6 décembre 2022)[13]
- Geoffroy Terver (intérim) : du 21 novembre à ? 2022[12],[13]

### Joueuses marquantes
Parmi les joueuses marquantes ayant évolué en club, on trouve :
- Deonise Cavaleiro : de 2019 à 2021
- Maud-Éva Copy : de 2019 à 2020
- Sabrina Ciavatti-Boukili : années 2000 (junior)
- Camille Depuiset : de 2019 à 2022
- Amandine Leynaud : de 2003 à 2004 (junior)
- Manon Houette : de 2021 à 2022
- Marta Mangué : de 2020 à 2022
- Claudine Mendy : de 2020 à 12/2022
- Alexandra do Nascimento : de 2020 à 2021
- Aminata Sow : de 01/2016 à 12/2022
- Kristy Zimmerman : de 2019 à 2022

## Bilan saison par saison
| Saison    | Div.          | Clas.                                    | Vic-Déf-Nul                              | Playoffs                           | Coupe de France | Entraîneur                                                                               |
| 2013-2014 | 3 Nationale 1 | ?                                        | ? - ?                                    | -                                  | 16e de finale   |                                                                                          |
| 2014-2015 | 2 Division 2  | 9e                                       | 6 - 15 - 1                               | -                                  | 8e de finale    |                                                                                          |
| 2015-2016 | 2 Division 2  | 3e                                       | 14 - 7 - 1                               | -                                  | 3e tour         | Camille Comte                                                                            |
| 2016-2017 | 2 Division 2  | 1er                                      | 15 - 3 - 2                               | -                                  | 16e de finale   | Camille Comte                                                                            |
| 2017-2018 | 1 Division 1  | 10e                                      | 6 - 2 - 14                               | Playdowns : 10e                    | 8e de finale    | Camille Comte                                                                            |
| 2018-2019 | 1 Division 1  | 11e                                      | 4 - 2 - 16                               | Playdowns : 11e                    | 8e de finale    | Camille Comte                                                                            |
| 2019-2020 | 1 Division 1  | 9e                                       | 6 - 2- 11                                | Compétition arrêtée due à COVID-19 | 8e de finale    | Camille Comte                                                                            |
| 2020-2021 | 1 Division 1  | 8e                                       | 6 - 1 - 6                                | Après les Playoffs: 8e             | Phase de poule  | Camille Comte                                                                            |
| 2021-2022 | 1 Division 1  | 9e                                       | 17 - 1 - 8                               | -                                  | 4e tour         | Camille Comte                                                                            |
| 2022-2023 | 1 Division 1  | Dépôt de bilan. 7 défaites sur 7 matchs. | Dépôt de bilan. 7 défaites sur 7 matchs. | -                                  | 2e tour         | Camille Comte (sept.–21 nov.) ; (?–dépôt de bilan) Geoffroy Terver (intérim) (21 nov.–?) |

Légende : * : repêché, 1 à 3 : échelon de la compétition.

## Identité du club

### Logos successifs

Logo jusqu'en 2019.
Logo actuel.

### Équipementiers
| Période                             | Équipementier | Ref    |
| ----------------------------------- | ------------- | ------ |
| saison 2017/2018 – saison 2021/2022 | Kempa         | ,      |
| saison 2022/2023 – ?                | Macron        | [ 18 ] |